# Pasaporte venezolano
El pasaporte venezolano es un documento público, personal, individual e intransferible, expedido por el Servicio Administrativo de Identificación, Migración y Extranjería, que acredita, fuera de Venezuela, la identidad y nacionalidad de los ciudadanos venezolanos. Desde 2007, son expedidos los pasaportes biométricos.   
En septiembre de 2019 Venezuela fue suspendida del Mercosur, por lo que los ciudadanos venezolanos no gozan de los beneficios del Mercosur.
De acuerdo con el informe anual "The Henley Passport Index" edición 2024, los poseedores de un pasaporte venezolano pueden visitar 126 países sin necesidad de un visado, en algunos casos se solicita visado al llegar o un permiso de viaje electrónico.
Los precios de emisión de un pasaporte venezolano están en un rango de USD$ 100 a USD$ 200 dependiendo del tiempo de vigencia del mismo.

## Descripción
Los pasaportes venezolanos muestran el símbolo de biométrico en la parte inferior de su cubierta, en donde también se muestra el nombre Mercosur y debajo de este el de República Bolivariana de Venezuela en la parte superior. Su cubierta de color azul oscuro y el uso de la inscripción Mercosur en la parte superior. El pasaporte se presenta en libretas de 32 o 48 páginas, la información del titular está escrita en formato digital sobre una tarjeta plástica. Esta tarjeta también incluye en su parte inferior una zona para ser utilizada en máquinas de lectura automática. La foto del portador se encuentra en el lado izquierdo. 

## Controversias

### Investigación de fraude

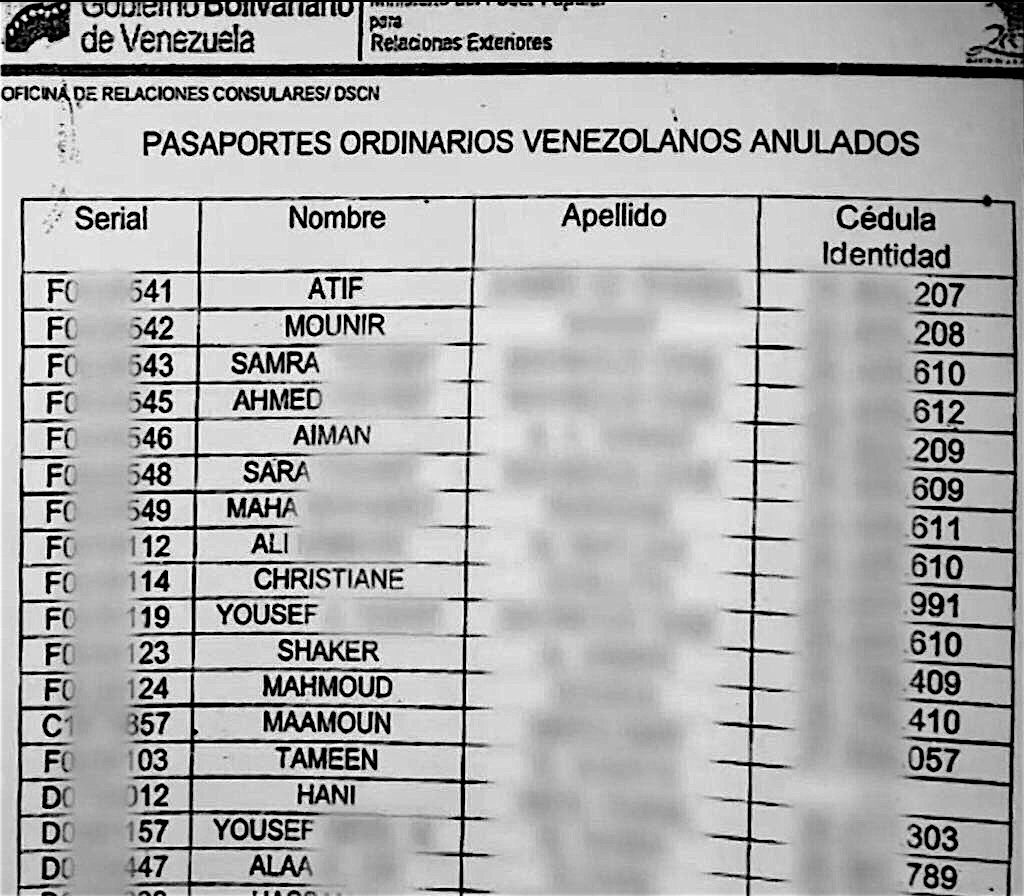
Parte del documento que muestra a las 21 personas de Oriente Medio a las que se expidieron pasaportes venezolanos tras efectuar un pago en la embajada de Venezuela en Irak.

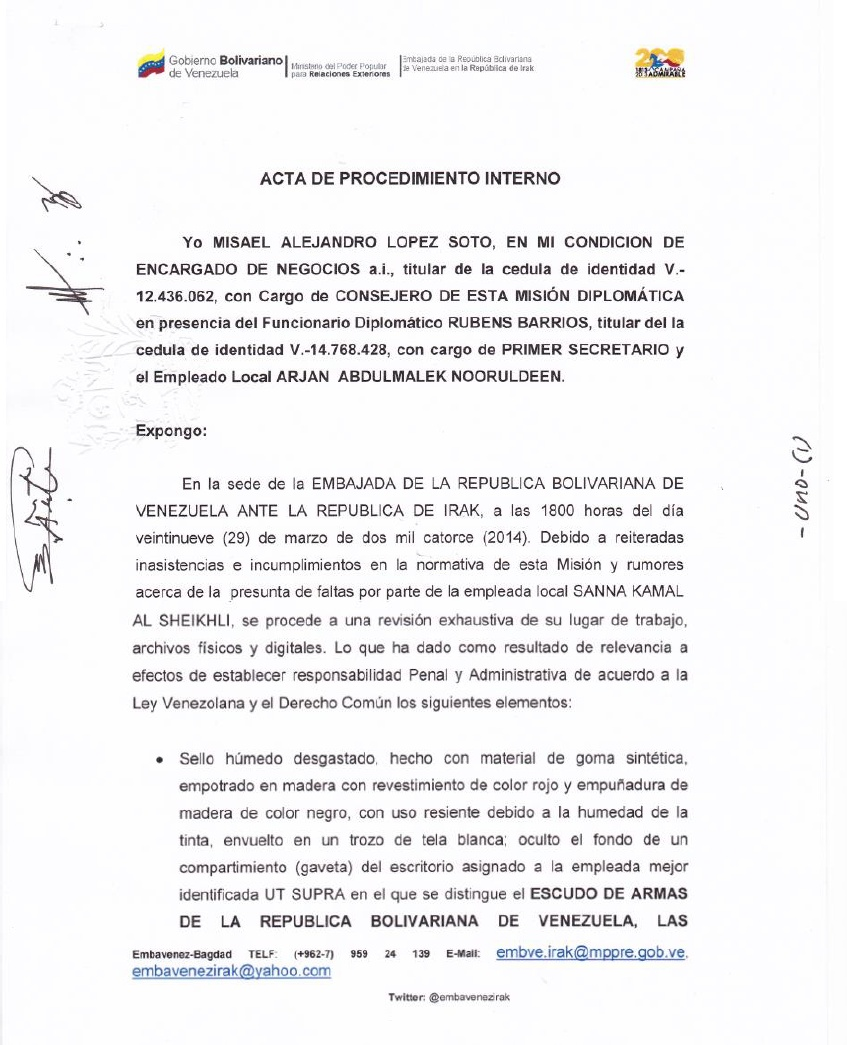
Parte de un documento enviado por Misael López Soto a sus superiores sobre irregularidades en la Embajada de Venezuela en Irak.

El 8 de febrero de 2017, una investigación en conjunto de CNN y CNN en Español, basándose en la información de un whistleblower e investigaciones subsecuentes, reportó que empleados de la embajada venezolana en Bagdad, Irak, ha estado vendiendo pasaportes y visas a personas de países de Medio Oriente de dudosas procedencias por ganancias, incluyendo a miembros del grupo libanés Hezbolá. El departamento de inmigración venezolana, conocido por sus siglas SAIME, confirmaba la autenticidad de los pasaportes vendidos ya que cada pasaporte venía con un número nacional de identificación asignado, aunque los nombres de los individuos fueron alterados cuando se revisaban en la base de datos nacional. Al menos uno de los individuos cambió su país de nacimiento de Irak a Venezuela. La canciller venezolana, Delcy Rodríguez, negó el involucramiento del gobierno cuando fue interrogada por reporteros durante la septuagésima primera sesión de las Naciones Unidas y acusó a la red de realizar lo que describió como una "operación mediática imperial" contra Venezuela por sacar al aire la investigación de fraude de un año. El 14 de febrero de 2017, las autoridades venezolanas terminaron la transmisión de CNN en Español dos días después de que el presidente Nicolás Maduro ordenase "sacar bien lejos" a CNN. Adicionalmente, CNN también fue acusado de instigar violencia, odio religioso, racial y político, entre otros temas, de acuerdo con el director de Comisión Nacional de Telecomunicaciones (CONATEL) Andrés Eloy Mendez.

### Escasez de material
En marzo de 2017 se reportó que el SAIME carecía de suficientes materiales para responder a la demanda de solicitudes de pasaportes. Como resultado solo se lograron emitir aproximadamente 300 000 pasaportes de las 1.8 a 3 millones de solicitudes de pasaportes que fueron realizadas por ciudadanos venezolanos durante el año 2017. Ese mismo año el SAIME lanzó una plataforma en línea para solicitudes que garantiza una entrega en 72 horas con tarifas dobles, esta plataforma se ha caído numerosas veces desde su lanzamiento.
Ciudadanos venezolanos que residen en el extranjero han denunciado ser víctimas de extorsión y soborno por parte de funcionarios consulares, a cambio de agilizar o permitir la entrega del documento de identidad. Estos sobornos representan cantidades de dinero sumamente altas y muy distantes del valor oficial del pasaporte.
Sumado a ello, en diversas ocasiones ciudadanos que residen en Venezuela han denunciado que al momento de gestionar sus trámites ante el SAIME han sido víctimas de extorsiones, intentos de extorsiones, conducta negligente o ineficiencia por parte de algunos funcionarios de esta institución, este tipo de incidencias se presenta con frecuencia en trámites que involucran la adquisición de un pasaporte o una prórroga. Igualmente, una variedad de ciudadanos ha manifestado que sus diligencias iniciadas ante el SAIME han experimentado retrasos significativos y en algunos casos particulares, una discontinuidad absoluta por parte del organismo. La mayoría de estos ciudadanos afectados no han recibido una justificación de motivos que explique la demora o discontinuidad de sus trámites por parte del SAIME.

## Galería histórica

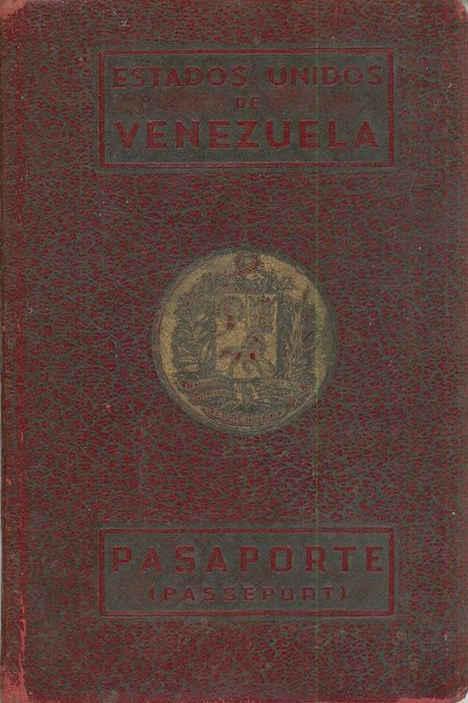
Pasaporte de los Estados Unidos de Venezuela emitido en 1946.
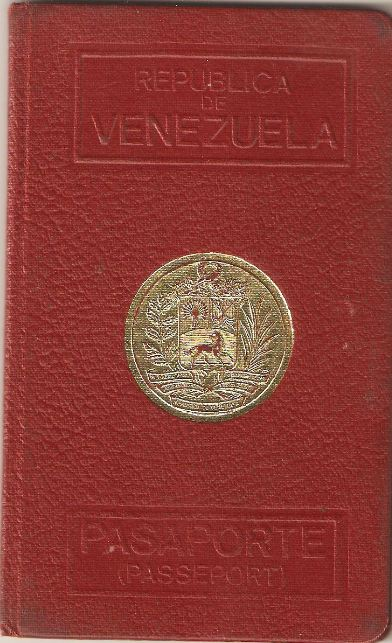
Pasaporte venezolano emitido en 1972.
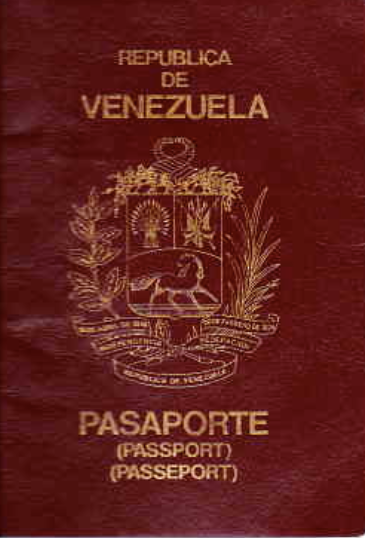
Pasaporte de la República de Venezuela, anterior a la República Bolivariana.
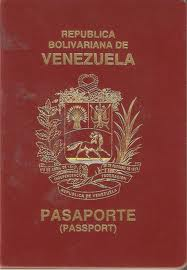
Pasaporte Venezolano anterior al de la comunidad andina.
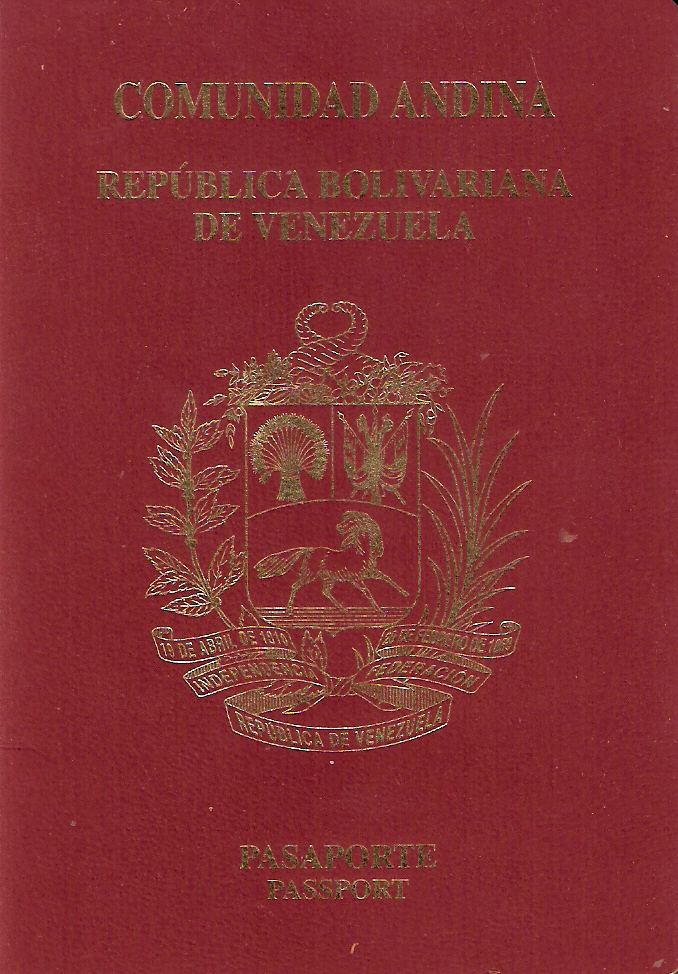
Hasta 2006 Venezuela expidió el Pasaporte Andino Hasta que el País se Retiró de la Comunidad Andina.
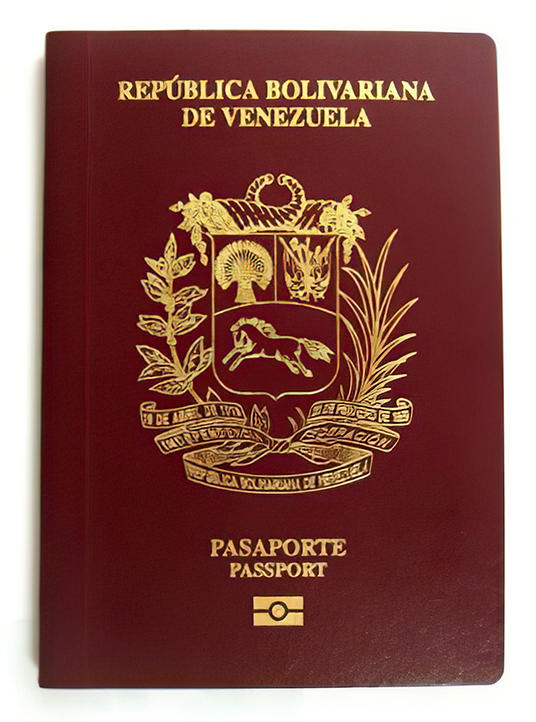
Pasaporte desde 2007 hasta 2015.
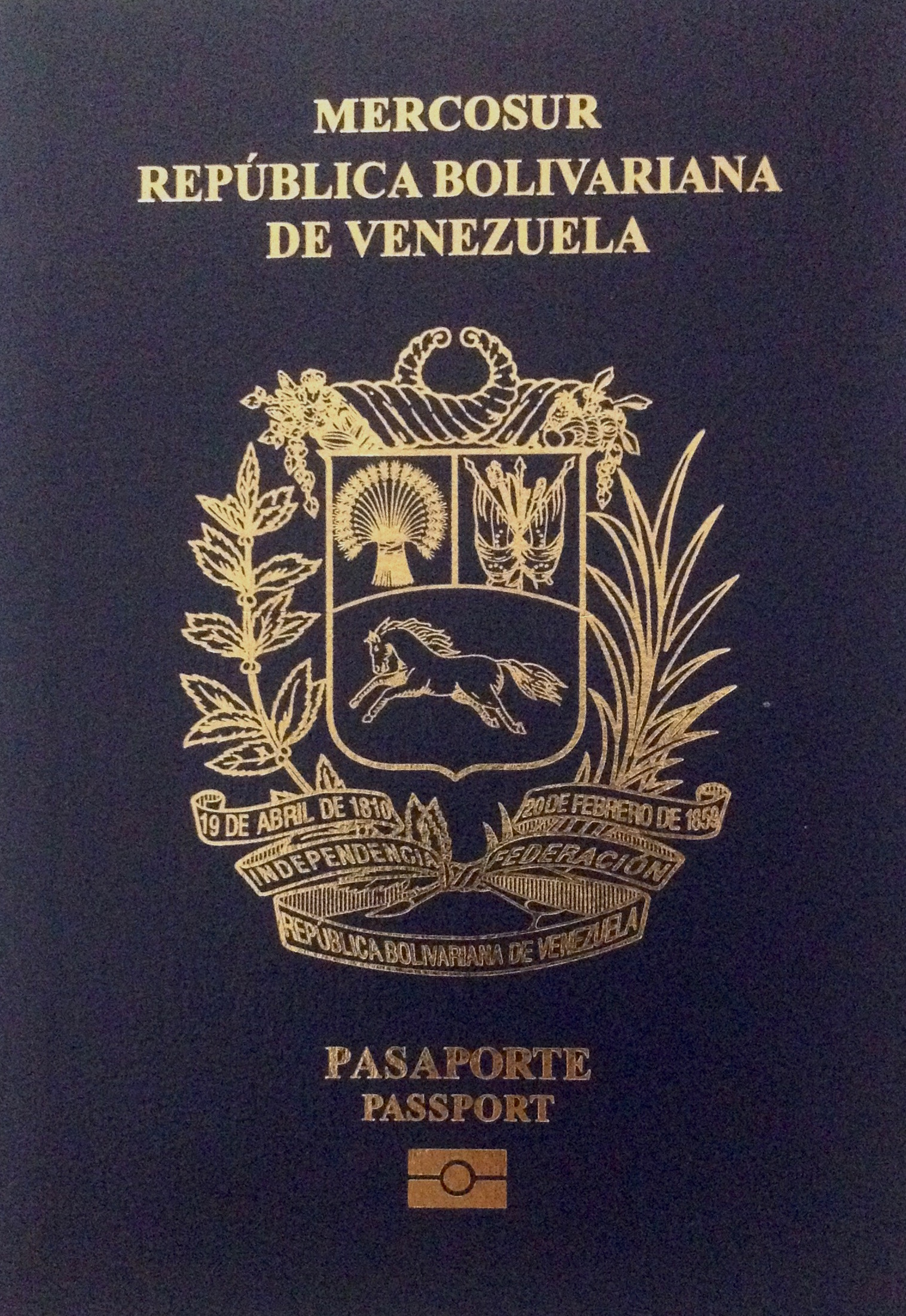
Pasaporte, vigente desde 2015 Luego del Ingreso al Mercosur.

## Prórroga de pasaporte

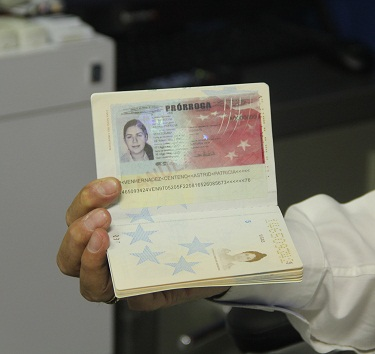
Prórroga estampada en un pasaporte venezolano

El SAIME implementó una alternativa a la entrega de pasaportes conocida como prórroga de pasaporte. Con esta alternativa se pretendía satisfacer la enorme demanda de solicitudes de pasaportes que no habían podido ser atendidas debido a la escasez de materiales que eran necesarios para la elaboración de este documento de identidad. La finalidad de la prórroga era extender el periodo de vigencia del pasaporte, incrementando en 5 años adicionales dicho periodo, contados a partir de la fecha de impresión de la prórroga. 
La prórroga consistía en estampar una calcomanía (adhesivo) oficial con elementos de seguridad en una página en blanco del pasaporte. Esta calcomanía contenía los datos del pasaporte y los datos del titular. El SAIME detalló que la prórroga sería aplicable una sola vez sí, y solo si, el pasaporte había sido emitido después del 2016, se encontraba en condiciones óptimas, sin alteraciones y su titular era mayor de edad. Si alguna de esas condiciones no se cumplía, la prórroga no podía ser aplicada, por tanto, se debía solicitar un nuevo pasaporte.
en 2025 la Prórroga fue Eliminada

## Visado
De acuerdo con el informe anual "The Henley & Partners Visa Restrictions Index" edición 2021, los poseedores de un pasaporte venezolano pueden visitar 128 países sin necesidad de visado. Algunos de estos 128 países solicitan visa on arrival (en español: visa a la llegada) o eTA: electronic travel autorization (en español: autorización electrónica de viaje). 

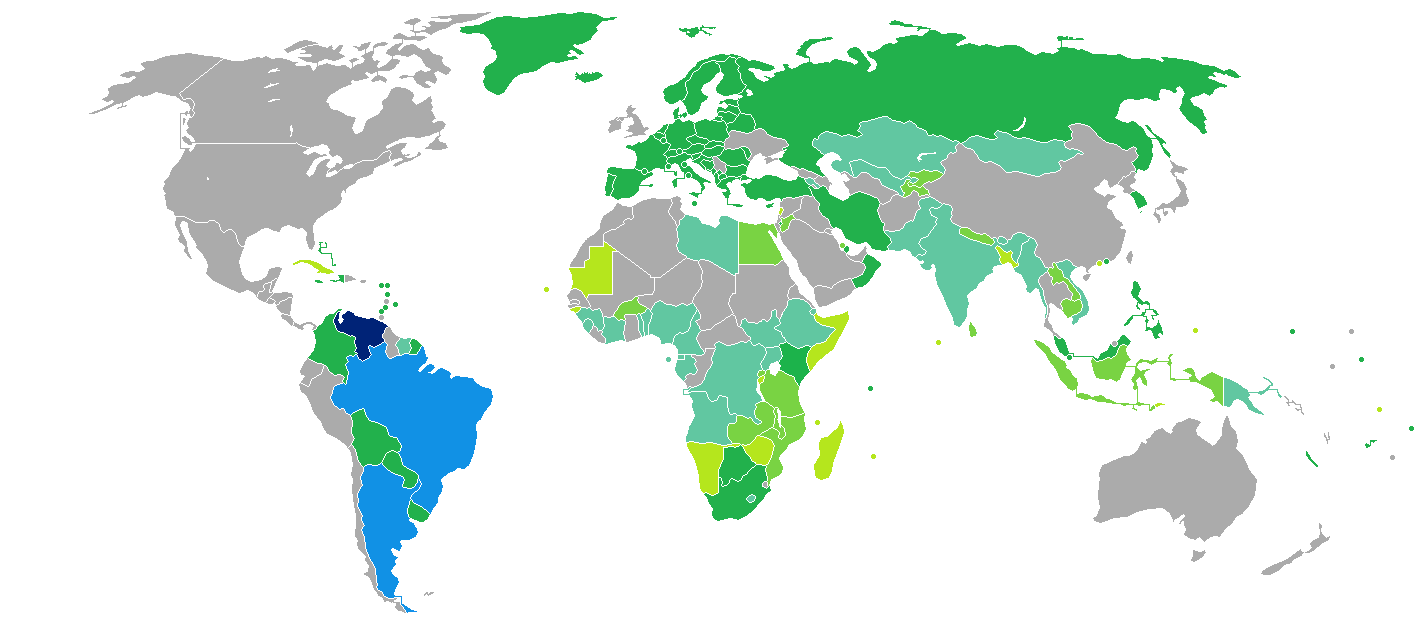
Venezuela
Viaje con Cédula de Identidad
Países que no exigen visa a los venezolanos.
Países con visa a su llegada
e-Visado
Visa disponible a su llegada o en línea
Visado requerido antes de la llegada

### América
| Países y territorios                                    | Condiciones de acceso                                                                                             |
| ------------------------------------------------------- | --- |
| Anguila (Reino Unido)                                   | 90 días |
| Antigua y Barbuda                                       | 180 días Archivado el 28 de febrero de 2021 en Wayback Machine.                                                   |
| Argentina                                               | 90 días |
| Aruba (Países Bajos)                                    | requiere visado                                                                                                   |
| Bahamas                                                 | 3 meses |
| Barbados                                                | 28 días Archivado el 24 de febrero de 2021 en Wayback Machine.                                                    |
| Belice                                                  | requiere visado                                                                                                   |
| Bermudas (Reino Unido)                                  | requiere visado                                                                                                   |
| Brasil                                                  | 60 días (enlace roto disponible en Internet Archive; véase el historial, la primera versión y la última).         |
| Bolivia                                                 | 90 días |
| Caribe Neerlandés (Países Bajos)                        | requiere visado                                                                                                   |
| Canadá                                                  | requiere visado                                                                                                   |
| Chile                                                   | requiere visado                                                                                                   |
| Colombia                                                | 90 días |
| Cuba                                                    | requiere visado                                                                                                   |
| Curazao (Países Bajos)                                  | 30 días |
| Costa Rica                                              | requiere visado                                                                                                   |
| Dominica                                                | 6 meses Archivado el 27 de febrero de 2021 en Wayback Machine.                                                    |
| Ecuador                                                 | requiere visado                                                                                                   |
| El Salvador                                             | requiere visado                                                                                                   |
| Estados Unidos                                          | requiere visado                                                                                                   |
| Groenlandia (Dinamarca)                                 | 90 días Archivado el 25 de febrero de 2021 en Wayback Machine.                                                    |
| Granada                                                 | 3 meses Archivado el 1 de marzo de 2021 en Wayback Machine.                                                       |
| Guadalupe (Francia)                                     | 90 días |
| Guyana                                                  | requiere visado                                                                                                   |
| Guatemala                                               | requiere visado                                                                                                   |
| Guayana Francesa (Francia)                              | 90 días |
| Haití                                                   | 3 meses Archivado el 25 de febrero de 2021 en Wayback Machine.                                                    |
| Honduras                                                | requiere visado                                                                                                   |
| Islas Caimán (Reino Unido)                              | 30 días Archivado el 25 de febrero de 2021 en Wayback Machine.                                                    |
| Islas Georgias del Sur y Sandwich del Sur (Reino Unido) | requiere visado                                                                                                   |
| Islas Malvinas (Reino Unido)                            | requiere visado                                                                                                   |
| Islas Turcas y Caicos (Reino Unido)                     | 30 días (enlace roto disponible en Internet Archive; véase el historial, la primera versión y la última).         |
| Islas Vírgenes Británicas (Reino Unido)                 | 30 días |
| Islas Vírgenes de los Estados Unidos (Estados Unidos)   | requiere visado                                                                                                   |
| Jamaica                                                 | 90 días (enlace roto disponible en Internet Archive; véase el historial, la primera versión y la última).         |
| Martinica (Francia)                                     | 90 días |
| México                                                  | requiere visado                                                                                                   |
| Montserrat (Reino Unido)                                | 14 días |
| Nicaragua                                               | requiere visado                                                                                                   |
| Panamá                                                  | requiere visado                                                                                                   |
| Paraguay                                                | 90 días Archivado el 24 de febrero de 2021 en Wayback Machine.                                                    |
| Perú                                                    | requiere visado                                                                                                   |
| Puerto Rico (Estados Unidos)                            | requiere visado                                                                                                   |
| República Dominicana                                    | requiere visado                                                                                                   |
| San Cristóbal y Nieves                                  | 3 meses |
| Santa Lucía                                             | requiere visado (enlace roto disponible en Internet Archive; véase el historial, la primera versión y la última). |
| San Bartolomé (Francia)                                 | 90 días |
| San Martín (Francia)                                    | 90 días |
| San Pedro y Miquelón (Francia)                          | 90 días |
| San Martín (Países Bajos)                               | 90 días |
| Surinam                                                 | Tarjeta de turista válida por 90 días expedida al llegar                                                          |
| San Vicente y las Granadinas                            | 1 mes (enlace roto disponible en Internet Archive; véase el historial, la primera versión y la última).           |
| Trinidad y Tobago                                       | requiere visado                                                                                                   |
| Uruguay                                                 | 3 meses Archivado el 27 de febrero de 2021 en Wayback Machine.                                                    |

### África
| Países y territorios                                    | Condiciones de acceso |
| ------------------------------------------------------- | --- |
| Argelia                                                 | requiere visado |
| Angola                                                  | requiere visado |
| Benín                                                   | requiere visado |
| Burkina Faso                                            | 90 días |
| Burundi                                                 | requiere visado |
| Camerún                                                 | requiere visado |
| Cabo Verde                                              | Visa expedida a la llegada Archivado el 25 de febrero de 2021 en Wayback Machine. |
| Chad                                                    | requiere visado |
| Comoras                                                 | Visa de libre tránsito por 24 h expedida a la llegada al aeropuerto. Debe ser canjeada por una visa de entrada en la oficina de inmigración en Moroni (tasa variable) Archivado el 25 de febrero de 2021 en Wayback Machine.                        |
| Costa de Marfil                                         | requiere visado |
| Eritrea                                                 | requiere visado |
| Etiopía                                                 | requiere visado |
| Gabón                                                   | requiere visado electrónico |
| Ghana                                                   | requiere visado |
| Gambia                                                  | Visa de libre tránsito por 24~72 h expedida a la llegada al aeropuerto. Debe ser canjeada por una visa de entrada válida hasta por 1 mes en la oficina de inmigración en Banjul (tasa variable) Archivado el 1 de marzo de 2021 en Wayback Machine. |
| Guinea Ecuatorial                                       | requiere visado |
| Guinea                                                  | requiere visado |
| Guinea-Bisáu                                            | 90 días |
| Kenia                                                   | 3 meses, visado electrónico (Electronic Travel Authority) |
| Lesoto                                                  | requiere visado |
| Liberia                                                 | requiere visado |
| Madagascar                                              | Visa válida por 90 días expedida a la llegada por MGA 140.000 Archivado el 27 de febrero de 2021 en Wayback Machine. |
| Mauritania                                              | Visa expedida a la llegada al aeropuerto |
| Mauricio                                                | Visa válida por 60 días expedida a la llegada |
| Mali                                                    | requiere visado |
| Malaui                                                  | 30 días |
| Marruecos                                               | requiere visado |
| Mayotte (Francia)                                       | 90 días |
| Mozambique                                              | Visa válida por 30 días expedida a la llegada por USD 25 Archivado el 26 de febrero de 2021 en Wayback Machine. |
| Namibia                                                 | 3 meses |
| Níger                                                   | requiere visado |
| Nigeria                                                 | requiere visado |
| República Centroafricana                                | requiere visado |
| República del Congo                                     | requiere visado |
| República Democrática del Congo                         | requiere visado |
| Reunión (Francia)                                       | 90 días |
| Ruanda                                                  | requiere visado Archivado el 13 de junio de 2017 en Wayback Machine. |
| Santo Tomé y Príncipe                                   | requiere visado |
| Santa Elena, Ascensión y Tristán de Acuña (Reino Unido) | 183 días |
| Senegal                                                 | requiere visado |
| Seychelles                                              | 1 mes Archivado el 27 de febrero de 2021 en Wayback Machine. |
| Sierra Leona                                            | requiere visado |
| Somalia                                                 | Visa válida por 30 días expedida en el aeropuerto, se requiere carta de invitación |
| Sudáfrica                                               | 90 días |
| Sudán del Sur                                           | requiere visado |
| Sudán                                                   | requiere visado |
| Suazilandia                                             | requiere visado |
| Tanzania                                                | Visa válida por 3 meses expedida a la llegada por USD 50 |
| Togo                                                    | Visa válida por 7 días expedida a la llegada por XOF 10.000~35.000 Archivado el 25 de febrero de 2021 en Wayback Machine. |
| Uganda                                                  | Visa válida por 3 meses expedida a la llegada por USD 50 Archivado el 24 de febrero de 2021 en Wayback Machine. |
| Yibuti                                                  | Visa válida por 1 mes expedida a la llegada por DJF 5.000 Archivado el 24 de febrero de 2021 en Wayback Machine. |
| Zambia                                                  | 90 días Archivado el 25 de febrero de 2021 en Wayback Machine. |
| Zimbabue                                                | requiere visado |

### Asia
| Países y territorios | Condiciones de acceso |
| -------------------- | --- |
| Afganistán           | requiere visado |
| Arabia Saudita       | requiere visado |
| Armenia              | Visa válida por 120 días expedida a la llegada por AMD 15.000 |
| Azerbaiyán           | requiere visado |
| Baréin               | 14 días, visado electrónico (Electronic Travel Authority) Archivado el 12 de julio de 2018 en Wayback Machine. |
| Bangladés            | Visa válida por 90 días expedida a la llegada por USD 50 (enlace roto disponible en Internet Archive; véase el historial, la primera versión y la última).                                                                    |
| Bután                | requiere visado |
| Brunéi               | requiere visado |
| Camboya              | Visa válida por 30 días expedida a la llegada por USD 20/USD 25 (enlace roto disponible en Internet Archive; véase el historial, la primera versión y la última).                                                             |
| Catar                | requiere visado |
| China                | Requiere visado |
| Corea del Sur        | 90 días |
| Corea del Norte      | requiere visado |
| Chipre               | 90 días (enlace roto disponible en Internet Archive; véase el historial, la primera versión y la última). |
| EAU                  | requiere visado |
| Filipinas            | 21 días |
| Georgia              | Visa válida por 360 días expedida a la llegada |
| Hainan (China)       | requiere visado |
| Hong Kong (China)    | 90 días |
| Israel               | requiere visado |
| Irán                 | 30 días |
| Irak                 | requiere visado |
| Indonesia            | 30 días |
| India                | 30 días, visado electrónico (Electronic Travel Authority) |
| Japón                | requiere visado |
| Jordania             | Visa válida por 1 mes expedida a la llegada por JOD 10 (enlace roto disponible en Internet Archive; véase el historial, la primera versión y la última).                                                                      |
| Kazajistán           | requiere visado |
| Kuwait               | requiere visado |
| Kirguistán           | Visa válida por 30 días expedida a la llegada (tasa variable USD 35 ~ 70) Archivado el 26 de febrero de 2021 en Wayback Machine.                                                                                              |
| Kiribati             | requiere visado |
| Laos                 | Visa válida por 30 días expedida a la llegada por USD 30 (enlace roto disponible en Internet Archive; véase el historial, la primera versión y la última).                                                                    |
| Líbano               | 1 mes (enlace roto disponible en Internet Archive; véase el historial, la primera versión y la última). |
| Libia                | requiere visado |
| Macao (China)        | Visa válida por 30 días expedida a la llegada por 100 MOP Archivado el 25 de febrero de 2021 en Wayback Machine. |
| Malasia              | 1 mes |
| Maldivas             | 30 días |
| Mongolia             | requiere visado |
| Birmania             | 21 días, visado electrónico (Electronic Travel Authority) |
| Nepal                | Visa válida por 15, 30 o 90 días expedida a la llegada por USD 25, 40 y 100 respectivamente Archivado el 12 de marzo de 2020 en Wayback Machine.                                                                              |
| Omán                 | Visa expedida a la llegada válida por: 1 mes: OMR 6; 1 año con múltiples entradas (máximo de 3 semanas por estadía): OMR 10 (enlace roto disponible en Internet Archive; véase el historial, la primera versión y la última). |
| Pakistán             | requiere visado |
| Palestina            | 90 días |
| Singapur             | 30 días Archivado el 1 de marzo de 2021 en Wayback Machine. |
| Siria                | requiere visado |
| Sri Lanka            | 30 días, visado electrónico (Electronic Travel Authority) Archivado el 25 de febrero de 2021 en Wayback Machine. |
| Taiwán               | requiere visado |
| Tayikistán           | 45 días, visado electrónico (Electronic Travel Authority) |
| Tailandia            | requiere visado |
| Timor Oriental       | Visa válida por 30 días expedida a la llegada por USD 30 |
| Túnez                | requiere visado |
| Turquía              | 3 meses |
| Turkmenistán         | requiere visado |
| Uzbekistán           | requiere visado |
| Vietnam              | requiere visado |
| Yemen                | requiere visado |

### Europa
| Países y territorios      | Condiciones de acceso                                                                                     |
| ------------------------- | --- |
| Acuerdo de Schengen       | 90 días                                                                                                   |
| Albania                   | 90 días                                                                                                   |
| Andorra                   | 90 días Archivado el 26 de febrero de 2021 en Wayback Machine.                                            |
| Abjasia                   | 90 días                                                                                                   |
| Bielorrusia               | 3 meses Archivado el 25 de febrero de 2021 en Wayback Machine.                                            |
| Bosnia y Herzegovina      | 90 días Archivado el 25 de febrero de 2021 en Wayback Machine.                                            |
| Bulgaria                  | 90 días Archivado el 25 de febrero de 2021 en Wayback Machine.                                            |
| Croacia                   | 90 días (enlace roto disponible en Internet Archive; véase el historial, la primera versión y la última). |
| Ciudad del Vaticano       | 90 días                                                                                                   |
| Crimea (Rusia)            | 90 días (enlace roto disponible en Internet Archive; véase el historial, la primera versión y la última). |
| Gibraltar (Reino Unido)   | requiere visado                                                                                           |
| Guernsey (Reino Unido)    | requiere visado                                                                                           |
| Jersey (Reino Unido)      | requiere visado                                                                                           |
| Isla de Man (Reino Unido) | requiere visado                                                                                           |
| Islas Feroe (Dinamarca)   | 90 días                                                                                                   |
| Irlanda                   | requiere visado                                                                                           |
| Kosovo                    | 90 días (enlace roto disponible en Internet Archive; véase el historial, la primera versión y la última). |
| Macedonia del Norte       | 90 días                                                                                                   |
| Moldavia                  | requiere visado                                                                                           |
| Mónaco                    | 90 días                                                                                                   |
| Montenegro                | 90 días                                                                                                   |
| Reino Unido               | requiere visado                                                                                           |
| Rumania                   | 90 días Archivado el 24 de febrero de 2021 en Wayback Machine.                                            |
| Rusia                     | 90 días (enlace roto disponible en Internet Archive; véase el historial, la primera versión y la última). |
| Suiza                     | 90 días                                                                                                   |
| San Marino                | 90 días                                                                                                   |
| Serbia                    | 90 días                                                                                                   |
| Ucrania                   | requiere visado                                                                                           |

### Oceanía
| Países y territorios                                              | Condiciones de acceso                                                                                     |
| ----------------------------------------------------------------- | --- |
| Australia                                                         | Visa expedida electrónicamente (eVisa)                                                                    |
| Fiyi                                                              | 4 meses (enlace roto disponible en Internet Archive; véase el historial, la primera versión y la última). |
| Guam (Estados Unidos)                                             | requiere visado                                                                                           |
| Islas Pitcairn (Reino Unido)                                      | 14 días                                                                                                   |
| Islas Cook (Nueva Zelanda)                                        | 31 días                                                                                                   |
| Islas Ultramarinas Menores de los Estados Unidos (Estados Unidos) | requiere visado                                                                                           |
| Islas Marianas del Norte (Estados Unidos)                         | requiere visado                                                                                           |
| Islas Marshall                                                    | requiere visado                                                                                           |
| Islas Salomón                                                     | requiere visado                                                                                           |
| Nauru                                                             | requiere visado                                                                                           |
| Micronesia                                                        | 30 días Archivado el 4 de agosto de 2009 en Wayback Machine.                                              |
| Nueva Caledonia (Francia)                                         | 90 días                                                                                                   |
| Nueva Zelanda                                                     | requiere visado                                                                                           |
| Niue (Nueva Zelanda)                                              | 30 días                                                                                                   |
| Palaos                                                            | 30 días                                                                                                   |
| Papúa Nueva Guinea                                                | requiere visado                                                                                           |
| Polinesia Francesa (Francia)                                      | 90 días                                                                                                   |
| Samoa                                                             | 60 días                                                                                                   |
| Samoa Americana (Estados Unidos)                                  | requiere visado                                                                                           |
| Tokelau (Nueva Zelanda)                                           | requiere visado                                                                                           |
| Tonga                                                             | requiere visado                                                                                           |
| Tuvalu                                                            | 1 mes (enlace roto disponible en Internet Archive; véase el historial, la primera versión y la última).   |
| Vanuatu                                                           | requiere visado                                                                                           |
| Wallis y Futuna (Francia)                                         | 90 días                                                                                                   |